# Osculum infame

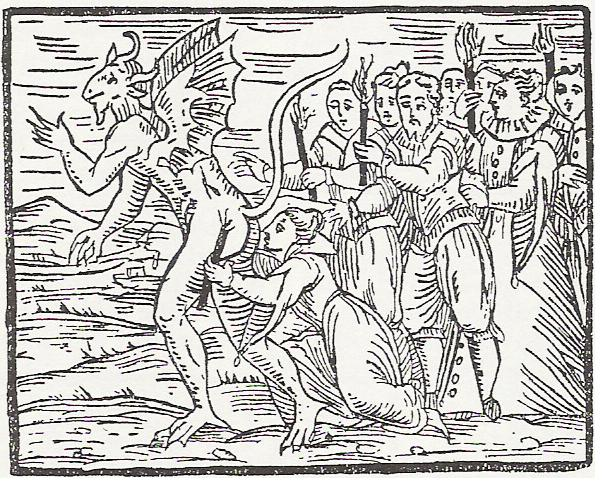
L'osculum infame in una xilografia del Compendium maleficarum di Francesco Maria Guaccio, 1608.

L'osculum infame (trad. bacio vergognoso) è, secondo la demonologia, il nome del saluto rituale che la strega adotta quando incontra il Diavolo nel corso del sabba. Esso consiste nel baciare l'ano del Diavolo, che rappresenta l'altra sua bocca.